# 高橋名人伝説 -魂の16連射-
『高橋名人伝説 -魂の16連射-』は、2010年1月27日にBeat Shake Recordsから発売された高橋名人のリミックスアルバム。

## 概要
株式会社ハドソンのファミコンソフトの楽曲を同人サークルイオシスが編曲したもので、ジャケットイラストはKEI（KEI画廊）が担当した。
片霧烈火やビートまりおなどのゲストがボーカリストとして参加している。
製作の切っ掛けは、共に北海道を拠点とするハドソン社員とIOSYSの社員が同窓会で再会して話が盛り上がったことだった。
インディーズ作品には一般大手では考えられない「自由奔放な世界があるので、楽しみのほかに不安も半分あった」というものの、実際に制作を終えてみると、これまでにない達成感のある楽しいアルバムになったと高橋名人は語っている。曲のほとんどはアップビートで、名人が得意とする80～120くらいのバラード系とは異なり、その差を埋めるのに苦労したという。

## 収録曲
1. 高橋永世名人・襲位会見
脚本：七条レタス　BGM：D.watt
出演：高橋名人、イオシスの愉快な仲間たち
2. スターソルジャー　-魂の16連射-
ファミコンソフト『スターソルジャー』より
作詞：夕野ヨシミ（イオシス）　作曲：HUDSON SOFT、ARM（イオシス）　トラック：ARM（イオシス）
迷走ポタージュが制作したFlashPVが同年1月15日にニコニコ動画、YouTubeで公開された。
3. 冒険島サンバ!!
ファミコンソフト『高橋名人の冒険島』より
作詞：はかせ（イオシス）　作曲：竹間ジュン　編曲：ぼいど（イオシス）
4. ウィー・アー・ザ・ボンバーMEEEEEN!!
ファミコンソフト『ボンバーマン』より
作詞：七条レタス（イオシス）　作曲：竹間ジュン　編曲：ARM（イオシス）
島田英二監督（snowbugs）が制作した実写PVが同年1月22日にニコニコ動画、YouTubeで公開された。
ちなみに撮影時、高橋名人は腰を痛めていた。
5. I Left My Heart in Rosmarie　-思い出のロスマリー-
ファミコンソフト『チャレンジャー』より
デュエット（ゲスト）：ビートまりお（COOL&CREATE）　作詞：はかせ（イオシス）　作曲：HUDSON SOFT、D.watt（イオシス）　トラック：D.watt（イオシス）
6. ボンバーキングのテーマ 2010
ファミコンソフト『ボンバーキング』より
デュエット（ゲスト）：ビートまりお（COOL&CREATE）　作詞：HUDSON SOFT　作曲：HUDSON SOFT、minami（イオシス）　トラック：minami（イオシス）
7. 一日三食チクワでござる！の巻
ファミコンソフト『忍者ハットリくん』より
デュエット：あゆ（イオシス）　作詞：夕野ヨシミ（イオシス）　作曲：HUDSON SOFT、ぼいど（イオシス）　トラック：ぼいど（イオシス）
8. Gioco amore！
ファミコンソフト『迷宮組曲 ミロンの大冒険』より
デュエット（ゲスト）：片霧烈火（CLOSED/UNDERGROUND）　作詞：龍波しゅういち（イオシス）　作曲：HUDSON SOFT、ARM（イオシス）　トラック：ARM（イオシス）
9. 罠だ！走れ！ロードランナーだ！
ファミコンソフト『ロードランナー』より
作詞：夕野ヨシミ（イオシス）　作曲：HUDSON SOFT、ぼいど・ARM（イオシス）　トラック：ぼいど・ARM（イオシス）
10. Bring it on down
ファミコンソフト『ヘクター'87』より
作詞：quim（イオシス）　作曲：HUDSON SOFT、minami（イオシス）　トラック：minami（イオシス）
11. スターソルジャー　-魂の16連射- （kors k mix　shoot the Lazarus）
ファミコンソフト『スターソルジャー』より
Remixer（ゲスト）：kors k（S2TB Recording）
12. ウィー・アー・ザ・ボンバーMEEEEEN!! （REDALiCE Remix extend bombs）
ファミコンソフト『ボンバーマン』より
Remixer（ゲスト）：REDALiCE（HARDCORE TANO*C）　作曲：竹間ジュン
13. I Left My Heart in Rosmarie　-思い出のロスマリー- （RoughSketch Remix fiercest train）
ファミコンソフト『チャレンジャー』より
Remixer（ゲスト）：RoughSketch（NOTEBOOK / SHC）
14. 高橋名人の伝説・次回予告
脚本：龍波しゅういち　BGM：D.watt
出演：高橋名人、龍波しゅういち